# Cantó d'Amiens-1 (Oest)
El cantó d'Amiens-1 (Oest) és un cantó francès del departament del Somme, situat al districte d'Amiens. Té 2 municipis i part del d'Amiens.

## Municipis
- Amiens (part)
- Dreuil-lès-Amiens
- Saveuse

## Història
| Data d'elecció                           | Identitat                 | Partit   | Qualitat |
| ---------------------------------------- | ------------------------- | -------- | -------- |
| 1970-1979                                | Maxime Gremetz            | PCF      |          |
| 1979-1988                                | Marie-Stéphanie Kaczmarek | PCF      |          |
| 1988-1994                                | Serge Delignières         | PS       |          |
| 1994-                                    | Claude Chaidron           | app. PCF |          |
| les dades anteriors no són pas conegudes |                           |          |          |
|                                          |                           |          |          |